# 칭하이성 (중화민국)

칭하이 성의 위치

칭하이성(중국어: 靑海省, 한국어: 청해성)은 1929년부터 1949년까지 존재했던 중화민국의 성으로 성도는 시닝 시이며 면적은 667,236 km2이다. 1개 시, 19개 현, 2개 설치국, 29개 기를 관할했다. 동쪽과 북쪽으로는 간쑤 성, 서쪽으로는 신장 성과 시짱 지방, 남쪽으로는 쓰촨 성, 시캉 성과 접하고 있었다.